# Rubídium-bromid
A rubídium-bromid szervetlen vegyület, képlete RbBr.

## Előállítása
Sokféle módon lehet előállítani, például rubídium-hidroxid és hidrogén-bromid reakciójával:
RbOH + HBr → RbBr + H2O
Vagy rubídium-karbonát és hidrogén-bromidot reagáltatunk, amik semlegesítik egymást:
Rb2CO3 + 2HBr → 2RbBr + H2O + CO2
De elő lehet állítani elemi rubídium és bróm reakciójával. De ez nem a legjobb módszer, mivel a elemi fém rubídium drágább, mint a rubídium-hidroxid vagy a rubídium-karbonát.
{\displaystyle \mathrm {2\ Rb+Br_{2}\longrightarrow 2\ RbBr} }

## Tulajdonságai
| A rubídium-bromid vízben való oldhatósága |     |     |      |        |        |        |
| Hőmérséklet [°C]                          | 0,5 | 5   | 16   | 39,7   | 57,5   | 113,5  |
| Oldhatóság [g/l]                          | 896 | 980 | 1048 | 1318,5 | 1524,7 | 2052,1 |

Oldhatósága acetonban: 0,0505 g/kg 18 °C-on, 0,047 g/kg 37 °C-on.
Az RbBr nátrium-klorid kristályszerkezetű, elemi cellája négy atomot tartalmaz. A rubídium és bróm koordinációs száma is hat.
Standard képződési szabadentalpiája ΔG0298 = −378,40 kJ · mol−1.

## Felhasználása
A rubídium-bromidot használják fájdalomcsillapítóként, nyugtatóként, antidepresszánsként mint a rubídium-kloridot és a rubídium-jodidot.

## Fordítás
Ez a szócikk részben vagy egészben  a   Rubidium bromide című angol Wikipédia-szócikk ezen változatának fordításán alapul.  Az eredeti cikk szerkesztőit annak laptörténete sorolja fel. Ez a jelzés csupán a megfogalmazás eredetét és a szerzői jogokat jelzi, nem szolgál a cikkben szereplő információk forrásmegjelöléseként.
Ez a szócikk részben vagy egészben  a   Rubidiumbromid című német Wikipédia-szócikk fordításán alapul.  Az eredeti cikk szerkesztőit annak laptörténete sorolja fel. Ez a jelzés csupán a megfogalmazás eredetét és a szerzői jogokat jelzi, nem szolgál a cikkben szereplő információk forrásmegjelöléseként.